# Otto Magnus von Stackelberg
Ne pas confondre avec Otto Magnus von Stackelberg (1736–1800), ambassadeur de Russie en Pologne
Otto Magnus, baron de Stackelberg (25 juillet 1787 à Reval – 27 mars 1837 à Saint-Pétersbourg) est un archéologue, un peintre et un écrivain d'origine germano-balte, issu de la famille des Stackelberg, dont les domaines agricoles baltes se trouvaient avant le début du XVIIIe siècle dans des territoires sous possession suédoise, puis russe au début du XVIIIe siècle. Ses domaines se trouvaient en Livonie, dans l'actuelle Estonie.

## Biographie
Otto Magnus von Stackelberg est le fils du colonel Otto Christian Engelbrecht von Stackelberg et de sa femme, Anna Gertruda Düker. La famille vivait dans son domaine de Fähna. Contrairement à ses frères, il montra plus de goût et de talent pour ce qui relevait de l'art que pour ce qui à l'époque avait le plus de succès dans la jeunesse comme l'équitation, l'escrime et la chasse. Il perdit son père en 1792. Quand sa mère se rendit compte de son talent dès ses premiers dessins, elle fit venir à Fähna le peintre allemand Reus pour être son professeur. Malgré tout, c'est une carrière diplomatique qui restait prévue pour le jeune homme.
En 1803 il commença par fréquenter l'université de Göttingen, puis il fit avec deux de ses frères un voyage à Zurich qui devait le marquer pour la suite de sa vie. Il vit des dessins de Johann Kaspar Lavater et de Salomon Gessner et il rendit visite à Johann Heinrich Pestalozzi. Après qu'ils eurent passé l'hiver à Genève, il visita l'Italie en compagnie de son frère Karl. C'est là que mûrit en lui la décision de se consacrer à l'art. En 1804, suivit un séjour à Dresde pour étudier la peinture. L'année suivante, il continua à Moscou ses études pour se préparer à la diplomatie, mais à ce moment sa mère dut bien se rendre compte que son fils n'était pas fait pour ce genre de carrière. Dès lors, il put se consacrer à l'art et à son intérêt qui ne cessait de grandir pour l'archéologie.
S'ensuivit une deuxième période d'études à Göttingen puis, entre 1806 et 1808, à la Galerie de Dresde. À l'automne 1808, commença son deuxième voyage en Italie. Cette fois c'est Ernest Henri Tölken qui l'accompagnait. Sur sa route, il rencontra à Bayreuth Jean Paul et visita la Galerie Schleißheimer à Munich. Il arriva à Rome en 1809 où il fit la connaissance de Karl Haller von Hallerstein, archéologue et historien de l'art, de l'archéologue danois Peter Oluf Brøndsted et du philologue classique danois Georg Koës avec qui il lia amitié. Brøndsted et Koës persuadèrent Stackelberg de les accompagner dans leur voyage en Grèce. En 1810, il fonde avec eux l'association Xénéion. Ils avaient l'intention, après la conclusion du voyage, de présenter en commun une publication archéologique à laquelle Stackelberg contribuerait par ses représentations de paysages.
Long et plein de risques, le voyage en Grèce dura de juillet 1810, où ils partirent de Naples, jusqu'à septembre de la même année, où ils arrivèrent finalement au Pirée. S'étaient joints à l'expédition, à côté de ses trois amis de Rome, le peintre allemand Jacob Linckh, Georg Christian Gropius, qui était alors consul en Grèce, ainsi que les architectes et archéologues britanniques Charles Robert Cockerell et John Foster. Le groupe procéda à des fouilles dans plusieurs sites grecs. Des parties du temple d'Apollon à Bassae furent découvertes en 1812, près de Phigalia en Arcadie. Aujourd'hui, la frise découverte par l'expédition se trouve au British Museum de Londres. L'expédition découvrit en outre le temple panhellénique de Zeus à Égine.
Après être revenu dans sa famille à Fähna à l'automne 1814, Stackelberg revint en 1816 en Italie où il fit des recherches comme historien de l'art sur l'Antiquité et le Moyen Âge. À Rome, il fut un des cofondateurs de l'Instituto Archeologico Germanico et, avec Eduard Gerhard, August Kestner et Theodor Panofka, il fonda en 1824 les ‘’Hyperboréens’’ de Rome. Ces deux institutions étaient l'annonce, le germe du futur Institut archéologique allemand. En 1826, paraissait son ouvrage d'archéologie Der Apollotempel zu Bassae in Arcadien und die daselbst ausgegrabenen Bildwerke (Le Temple d'Apollon à Bassae et les sculptures qui y ont été découvertes) dont ses dessins faisaient aussi partie. De Rome où il gagnait sa vie à l'époque, Stackelberg entreprit d'autres voyages en Grèce, en Turquie et à l'intérieur de l'Italie. En « Étrurie », il découvrit en 1827 les « hypogées » étrusques de « Corneto » et la Tombe des Biges de la nécropole de Monterozzi près de Tarquinia.
Stackelberg quitta pour toujours Rome et l'Italie, en 1828. Entre 1829 et 1833, il visita une nouvelle fois l'Allemagne (où il rencontra entre autres Goethe), l'Angleterre, la France et les Pays-Bas, puis il vécut de nouveau à Riga, après 1835. En 1882 sa fille Nathalie von Stackelberg publia une biographie fondée sur ses journaux et ses lettres. Dans une biographie qu'il a rédigée, Gerhart Rodenwaldt a qualifié Stackelberg de « découvreur du paysage grec ».

## Œuvres
- Costumes et usages des peuples de la Grèce moderne, Rome 1825.
- Der Apollotempel zu Bassae in Arcadien und die daselbst ausgegrabenen Bildwerke, Rome 1826.
- La Grèce. Vues pittoresques et topographiques, dessins par O. M. baron de Stackelberg, Paris 1830.
- Die Gräber der Hellenen in Bildwerken und Vasengemälden, Berlin 1837.